# Cidade Ocidental
Cidade Ocidental este un oraș în Goiás (GO), Brazilia.